# Pierre Bayle
Pierre Bayle (ur. 18 listopada 1647 w Carlat, zm. 28 grudnia 1706 w Rotterdamie) – francuski filozof, historyk i publicysta. Jeden z prekursorów myśli społecznej Oświecenia.

## Życiorys
Był synem ubogiego kalwińskiego pastora. Podobnie jak jego bracia Jacob oraz Joseph został skierowany przez rodziców na naukę w akademii protestanckiej w Puylaurens. Mając 22 lata wyjechał do Tuluzy, gdzie po miesiącu dokonał konwersji na katolicyzm. Już siedemnaście miesięcy później Bayle rozczarował się co do przyjętej religii i wrócił do wyznawania kalwinizmu, mimo obowiązującego we Francji zakazu porzucania katolicyzmu. W związku z możliwymi konsekwencjami prawnymi tego kroku uciekł do Genewy, gdzie został nauczycielem. Po kilku latach wrócił w sekrecie do Francji; od 1675 pracował jako wykładowca w akademii protestanckiej w Sedanie. W 1681 Ludwik XIV dekretem królewskim zamknął tę uczelnię. W związku z tym Bayle emigrował do Rotterdamu, gdzie rozpoczął pracę jako wykładowca historii oraz filozofii.
W 1682 Bayle ukończył pracę nad dziełem Myśli różne o komecie, zainspirowanym pojawieniem się nad Francją komety w 1680 i reakcjami społeczeństwa na ten fakt. Esej ten poruszał również tematykę religijną, krytykując tradycyjne wyznania Francuzów. W 1684 Bayle rozpoczął publikację miesięcznika „Nouvelles de la République des lettres”, który zawierał przede wszystkim recenzje niedawno opublikowanych dzieł literackich oraz krótkie opowiadania. W formie „listów do redakcji” Bayle publikował w miesięczniku również własne refleksje filozoficzne, w tym na tematy religijne. Fakt podjęcia przez filozofa tych zagadnień sprawił, że królewska cenzura we Francji wydała zakaz publikacji i kolportażu pisma na terenie tego kraju. Mimo tego Bayle kontynuował redagowanie pisma do wiosny 1687, kiedy gazeta zbankrutowała.
Edykt z Fontainebleau, delegalizujący kult protestancki we Francji, skłonił Bayle’a do poruszenia tematyki politycznej. Aresztowany w Bordeaux, opublikował krytyczne pisma Czym jest arcykatolicka Francja za panowania Ludwika Wielkiego oraz Komentarz filozoficzny słów Jezusa Chrystusa „Przymuś ich, aby weszli”. W tym ostatnim tekście przedstawił koncepcję pełnej tolerancji wyznaniowej, co sprawiło, że przeciwko autorowi wystąpili również protestanci (chociaż intencją filozofa było wystąpienie w ich obronie). Bayle poróżnił się m.in. ze swoim wieloletnim przyjacielem Pierre’em Jurieu, pastorem i publicystą protestanckim. Ich konflikt pogłębił się jeszcze po opublikowaniu przez Bayle’a Ważnej przestrogi dla uchodźców, w której argumentował on, że wbrew zachętom rządu angielskiego protestanci nie powinni wzniecać we Francji zbrojnego powstania. Wskutek sporu z Jurieu i negatywnej opinii rotterdamskiej gminy ewangelicko-reformowanej Bayle stracił dotychczasową pracę.
Po zaprzestaniu działalności edukacyjnej filozof skupił się całkowicie na redagowaniu Słownika historycznego i krytycznego, opublikowanego w 1695 oraz stanowiących jego kontynuację Odpowiedzi na pytania pewnego mieszkańca prowincji (1703) oraz Dalszego ciągu myśli różnych (1705). Pod koniec życia Bayle coraz poważniej zapadał na zdrowiu. Zmarł 28 grudnia 1706.

## Filozofia Bayle’a
Bayle był człowiekiem o szerokich zainteresowaniach, pragnącym dojść w swoich pracach do prawdy o człowieku i społeczeństwie. Był w dużej mierze samoukiem; swoją wiedzę historyczną, teologiczną i obyczajową zdobywał na podstawie samodzielnie dobieranych i dość przypadkowych lektur. Po lekturze prac historycznych różnych autorów doszedł do wniosku, że autor opracowania naukowego powinien całkowicie zrezygnować z abstrakcyjnego wnioskowania, lecz opierać się jedynie na pewnych, przedstawionych już przez inne osoby faktach. Według tego klucza dobierał materiał do swojego najważniejszego opracowania, Słownika historycznego i krytycznego.
Wiele miejsca w pracach Bayle’a zajmowała religia, którą rozpatrywał jako zjawisko społeczne i jako osobistą postawę człowieka wobec życia. W Myślach o komecie filozof zastanawiał się nad problemem przyjmowania przez ludzi wierzeń i utrwalaniem się w społeczeństwie przekonań nawet zupełnie absurdalnych. Pośrednio atakował królów i duchownych jako utrudniających proces przyjmowania przez lud naukowych faktów. Nie odrzucał jednak całkowicie chrześcijaństwa i wiary w Boga, pozostawał praktykującym kalwinistą; w ostatnim liście deklarował się jako filozof chrześcijański, przekonany o dobroci i miłosierdziu bożym. Równocześnie przekonywał, że prawdziwość religii chrześcijańskiej i pełnia prawdy o tej religii nie jest powszechnie znana nawet tym, którzy czynnie jej poszukują. W Komentarzu filozoficznym bronił ateistów oraz osób wahających się przed przymusowym uczestnictwem w praktykach religijnych. W ostatnich latach życia szczególnie intensywnie rozważał problem istnienia zła w świecie; nie doszedł jednak do wniosków odrzucających istnienie Boga, twierdził jedynie, że w żaden sposób nie da się pogodzić rozumowego i religijnego postrzegania świata.
W XVIII w. Bayle został uznany za jednego z prekursorów rozumowego poznawania świata; do jego myśli nawiązywali również otwarcie ateistyczni autorzy.
Część historyków idei uważa Bayle'a za pierwszego autora filozofii politycznego liberalizmu.